# Desensytyzacja
Desensytyzacja lub odwrażliwianie – proces terapeutyczny polegający na redukowaniu intensywności reakcji lękowej (np. na traumatyczne przeżycia, obiekt wywołujący fobię) poprzez konstruowanie sytuacji, w których osoba (w rzeczywistości lub w wyobraźni) może skonfrontować się ze złagodzoną wersją swoich doświadczeń (czy obiektem lęku). Może oznaczać także pozbawienie wrażliwości wynikające z przyzwyczajenia się do widoku drastycznych scen.
Trening desensytyzacyjny jest najodpowiedniejszą metodą zapobiegania lotniczej chorobie lokomocyjnej u pilotów.